# Beleuchtung

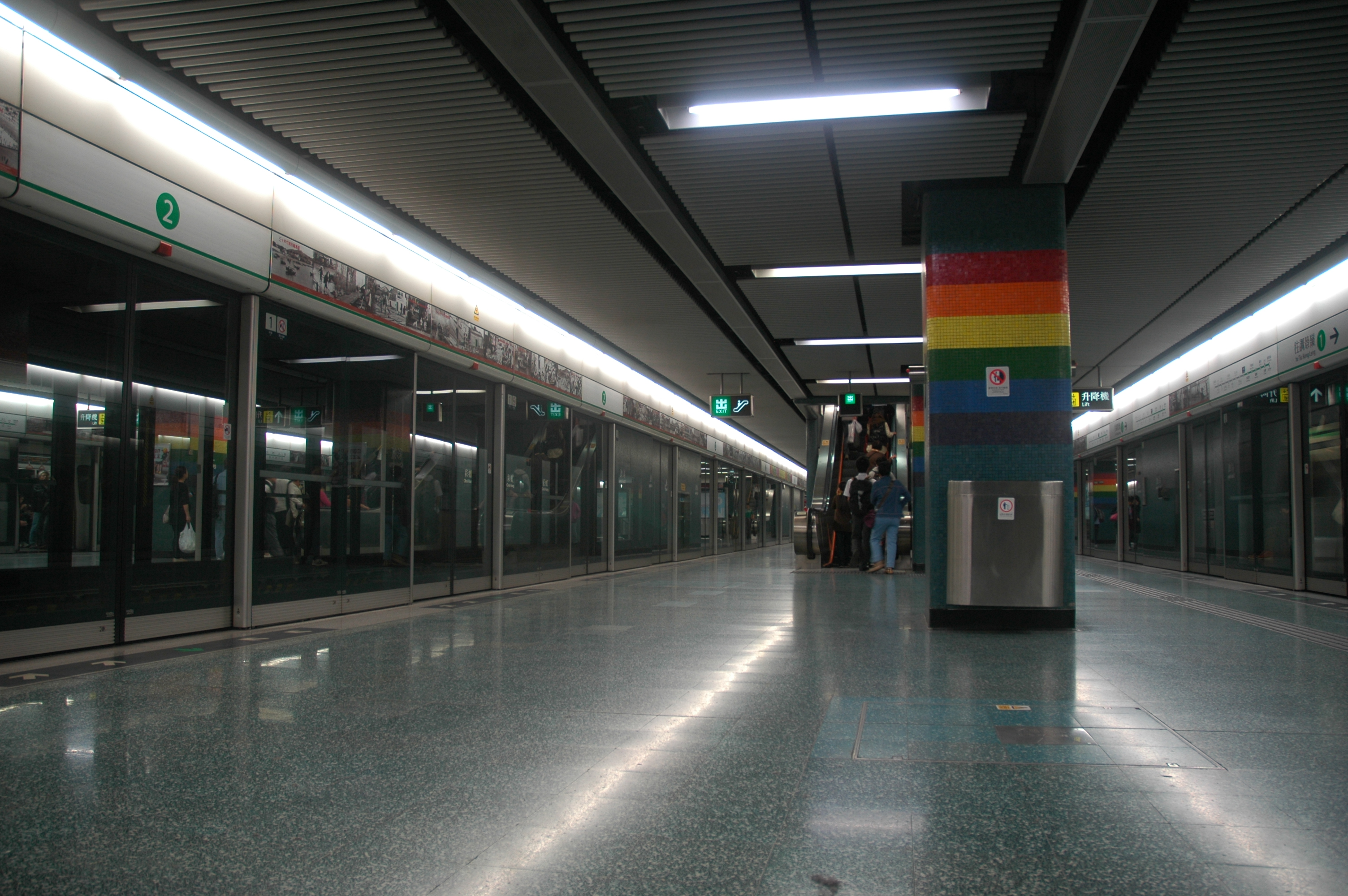
Beleuchtung in einem Bahnhof

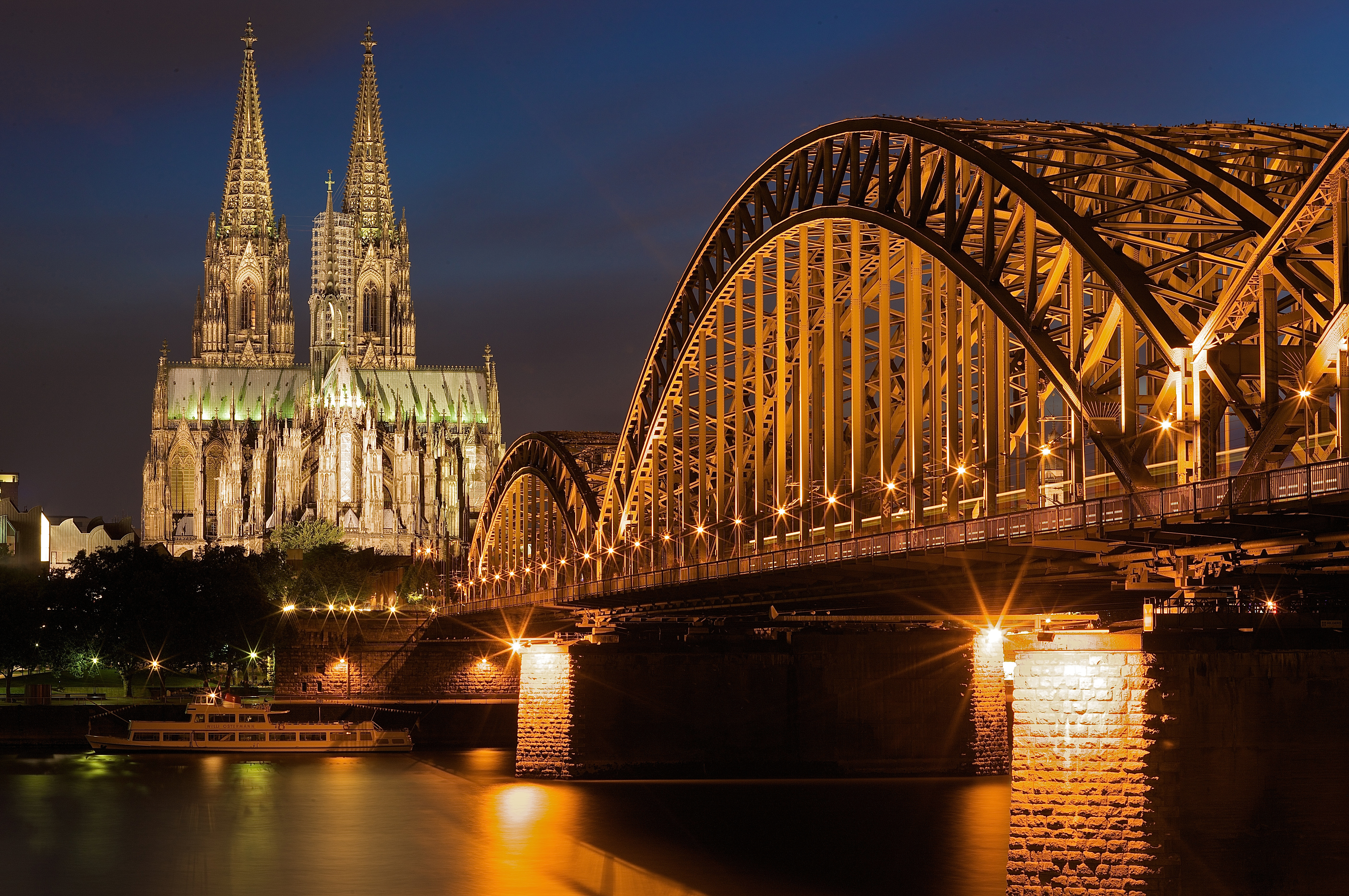
Außenbeleuchtung des Kölner Doms

Der Begriff Beleuchtung bezeichnet die Lichterzeugung mithilfe einer künstlichen Lichtquelle (Beleuchtungsanlage) sowie die folgende Sichtbarmachung von Objekten, die nicht selbst leuchten. Dieses Kunstlicht macht den Menschen unabhängig von natürlichen Lichtquellen (in erster Linie der Sonne) und dient der Verbesserung der Sehleistung (visuelle Wirkung). Sie kann den circadianen Rhythmus beeinflussen (biologische Wirkung) und das Wohlbefinden steigern (emotionale Wirkung).
Die frühgeschichtliche Nutzung des offenen Feuers stellt die erste und gleichzeitig einfachste Form der Beleuchtung dar. Im weiteren Verlauf der Menschheitsgeschichte wurden insbesondere ab dem 18. Jahrhundert, verbunden mit der Entwicklung neuer Techniken und Werkstoffe, zusätzliche Möglichkeiten durch elektrische Beleuchtung entwickelt. Es wird angestrebt die Beleuchtung hinsichtlich Energieverbrauch, Wirkungsgrad und Lebensdauer zu optimieren und die Lichtqualität zu verbessern.
In der Beleuchtungstechnik wird grundsätzlich zwischen der Innen- und der Außenbeleuchtung unterschieden. Die Innenbeleuchtung umfasst sowohl Wohnräume als auch Arbeitsstätten aller Art sowie öffentliche Räume, wie etwa Restaurants oder Theater. Zur Außenbeleuchtung gehören im Wesentlichen die Straßenbeleuchtung, die Beleuchtung von Bauten (siehe Belichtung (Architektur)) und die von Sportstätten. Verschiedene Normen, die zum größten Teil auf europäischer Ebene harmonisiert sind, regeln die einzelnen Anwendungsgebiete und legen quantitative und qualitative Anforderungen für Beleuchtungsanlagen fest.

## Geschichte
Die Entdeckung und Nutzbarmachung des Feuers in der Frühzeit vor etwa 300.000 Jahren markierte den Beginn der Beleuchtung. Offenes Feuer heizte und beleuchtete Behausungen und Höhlen. Später entwickelten Menschen Kienspan, Wachskerzen und Öllampen zu Beleuchtungszwecken.

Um das Jahr 1783 erfand der Niederländer Johannes Petrus Minckeleers die Gaslampe. Mit dem Aufkommen der Elektrizität Mitte des 19. Jahrhunderts wurde versucht, auch Strom für die Beleuchtung (elektrische Bogenlampe) zu nutzen. Thomas Alva Edison meldete 1879 die Glühlampe zum Patent an.

Bedeutende Stationen in der Entwicklungsgeschichte der Beleuchtung
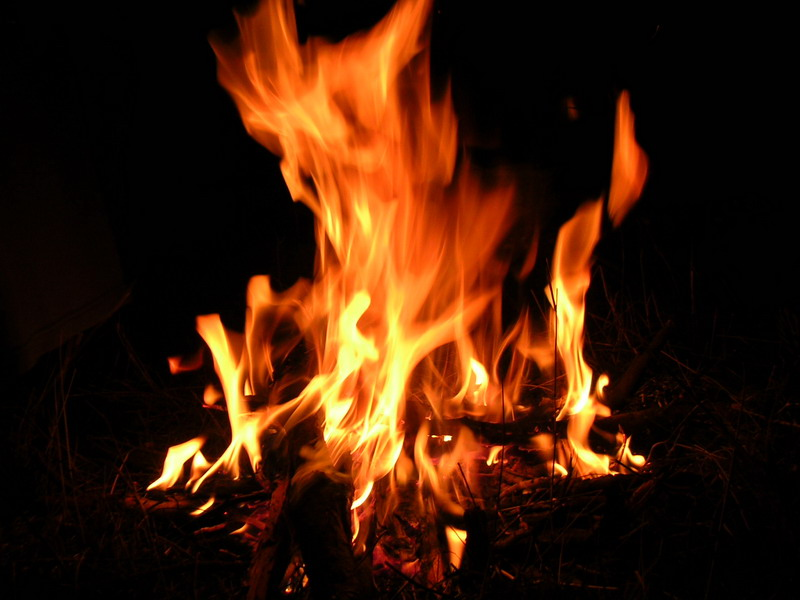
Offenes Feuer (Frühgeschichte)
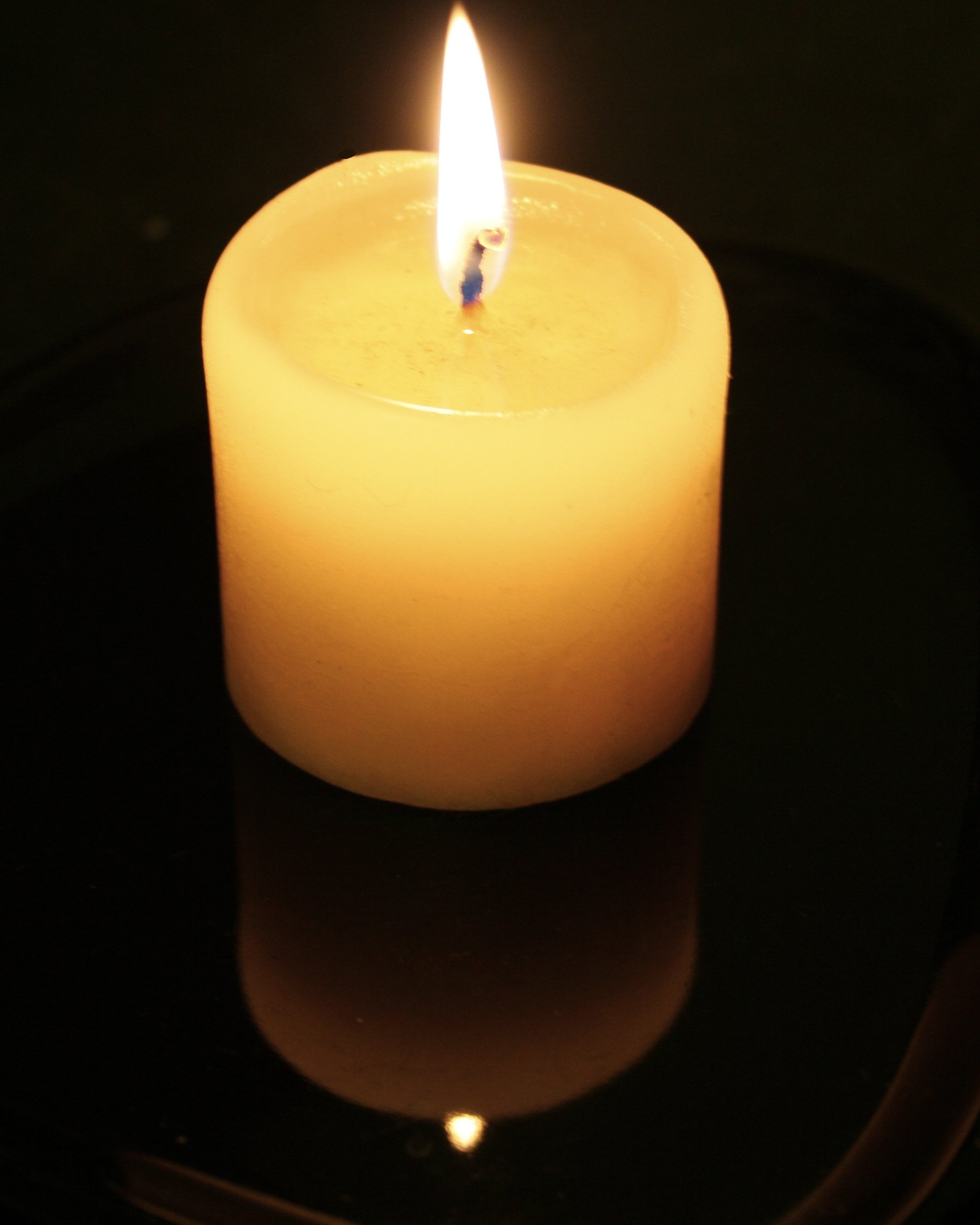
Wachskerze (Altertum)
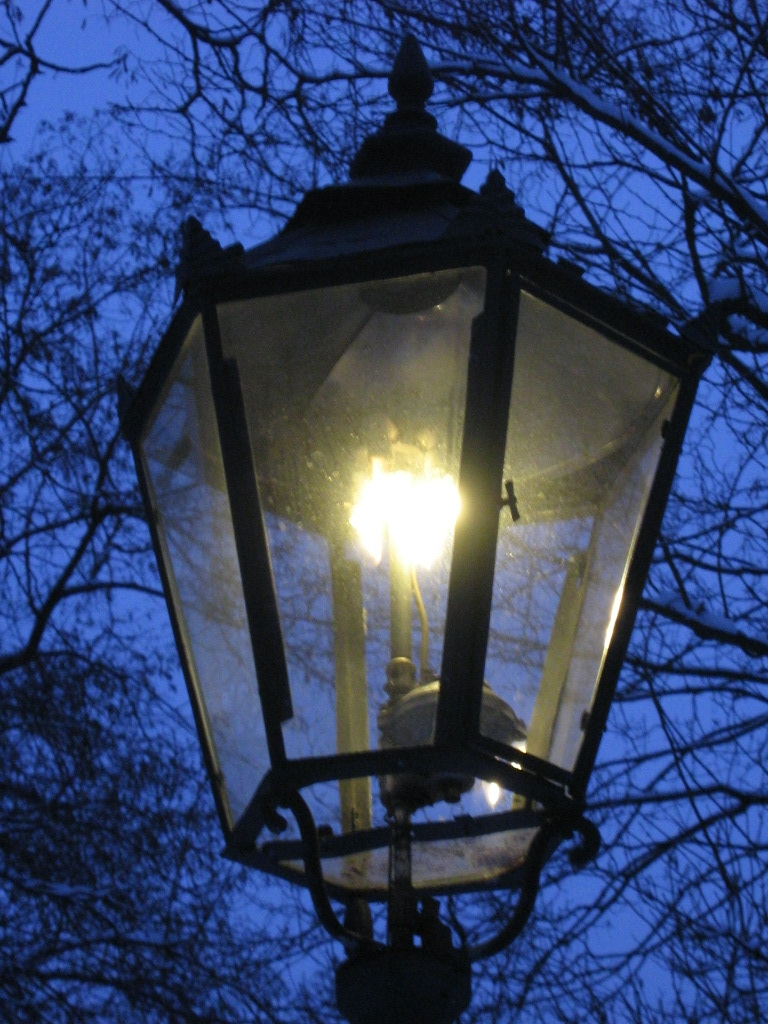
Erste Gasbeleuchtung (1785)
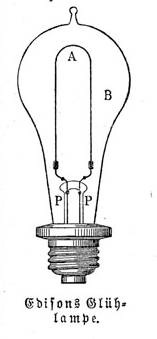
Patent auf Glühlampe (1879)
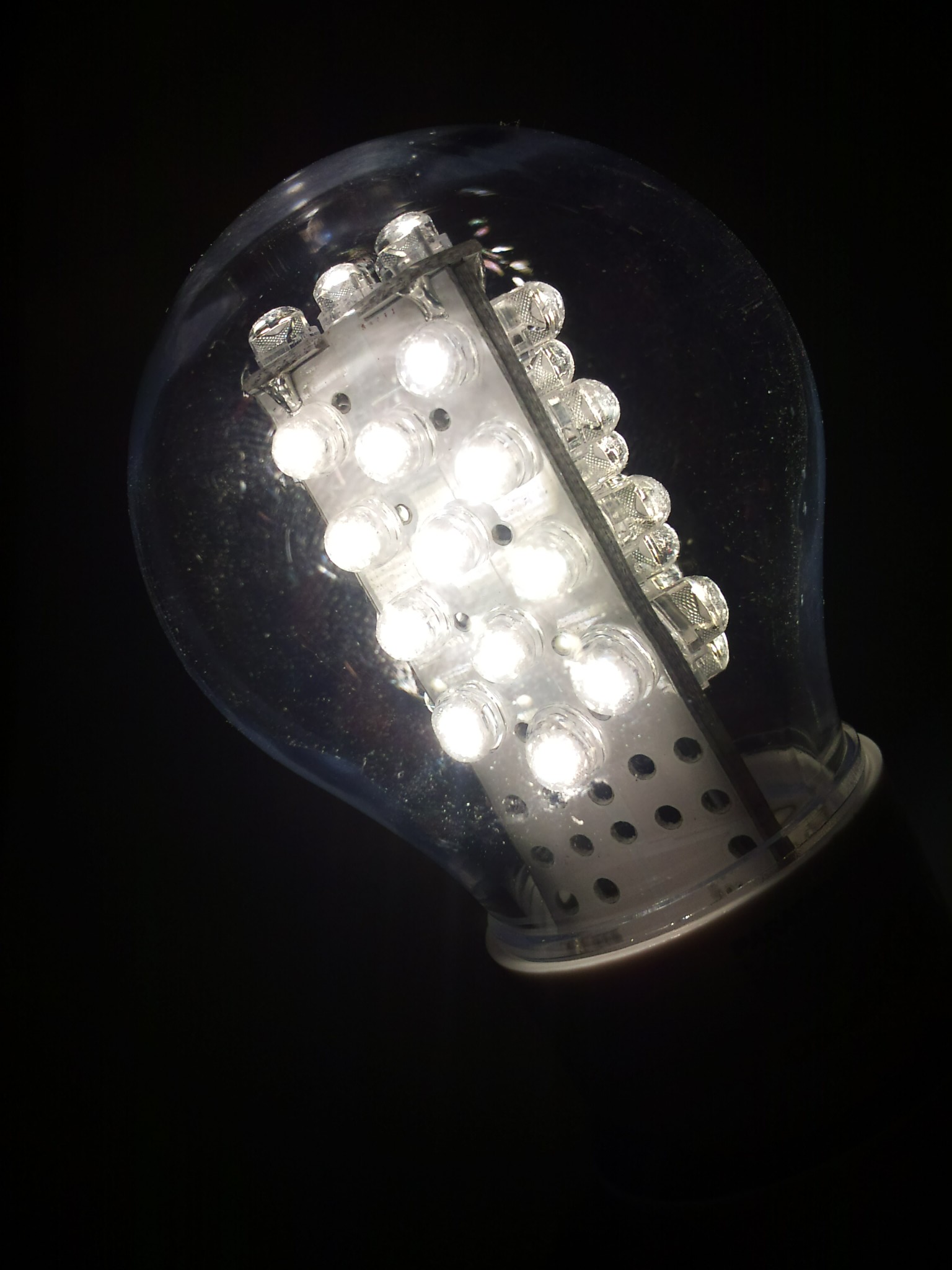
LED-Lampe (Heute)

## Bestandteile der Beleuchtung
Elektrische Beleuchtungsgeräte bestehen grundsätzlich aus Lichtquelle (fachsprachlich Lampe) und Leuchte. Die Leuchte dient dazu, eine oder mehrere Lichtquellen aufzunehmen und mit der Stromquelle zu verbinden. Auch lenkt und verteilt die Leuchte das von der Lichtquelle erzeugte Licht. Im Alltag wird die Leuchte oft Lampe genannt. Folgende Lichtquellen kommen heute in der Beleuchtungstechnik zum Einsatz (Auswahl):
Glühlampe
Gasgefüllter Glaskolben mit innenliegender Glühwendel aus Wolfram. Elektrischer Strom erhitzt die Glühwendel, sodass neben Wärme auch Licht emittiert wird. Wegen der geringen Effizienz – nämlich einem Bruchteil der Lichtausbeute anderer Verfahren – darf die Glühlampe EU-weit seit 2012 nicht mehr in Verkehr gebracht werden.
Halogenglühlampe
Halogenglühlampen stellen eine Weiterentwicklung der Glühlampe dar. Der Glaskolben ist mit einem Halogen gefüllt, wodurch sich Lebensdauer und Effizienz der Lampe verbessern.
Leuchtstofflampe
Leuchtstofflampen gibt es als lange, zylindrische Glasröhren, gerade oder gebogen. Sie sind innen mit Leuchtstoffpulver beschichtet, das UV-Licht durch Fluoreszenz umwandelt. Die Gasentladung erfolgt in der Niederdruckfüllung, die auch etwas Quecksilberdampf enthält und an einem elektronischen Vorschaltgerät (EVG) betrieben wird, das alte Starter plus Magnetdrossel ersetzt. Kleine, nämlich gefaltete oder gewendelte Lampen zum Einschrauben oder Einstecken heißen Kompaktleuchtstofflampen, allgemeiner auch Energiesparlampen.
Quecksilberdampflampe
Der Kolben von Quecksilberdampflampen ist innen mit Leuchtstoff beschichtet, er absorbiert die UV-Strahlung. Die Lampen werden durch ein Vorschaltgerät gestartet und geregelt. Wegen des Quecksilbergehalts und niedriger Lichtausbeute sind sie in der EU seit 2015 mit einem Herstellungs- und Vertriebsverbot belegt. In der Straßen- und Industriebeleuchtung wurde vor allem die Hochdruckvariante eingesetzt.
Halogen-Metalldampflampe
Diese Lampen sind eine Weiterentwicklung der Quecksilberdampflampe auf Basis anderer niedrigsiedender Metalle, wobei die Zugabe von Halogenen die Lichtausbeute erhöht. Sie werden mit Vorschaltgerät betrieben und haben eine gute Farbwiedergabe sowie sehr gute Lichtlenkungseigenschaften.
Natriumdampflampe
Natriumdampflampen arbeiten mit Glaskolben oder Glasrohr mit Keramikbrenner und werden mit Vorschaltgerät betrieben. Es gibt sie als Nieder- oder Hochdrucktyp. Sie haben eine sehr hohe Lichtausbeute, aber eine niedrige Farbwiedergabe. Niederdrucklampen sind doch ausgeprägt monochrom gelb (nach neon-rosaroter Zündphase). Ihr Licht durchdringt Dunst und Nebel gut, daher werden diese Lichtquellen bei der Beleuchtung von Häfen, Tunneln und Fußgängerüberwegen sowie für den Objektschutz verwendet.
Lichtquelle mit Leuchtdioden
Das ist eine Lampe, die aus Leuchtdioden (englisch LED) in unterschiedlicher Anordnung besteht. Beste Lebensdauer und Lichtausbeute (Effizienz) sind die Vorzüge, Die Leuchtdiode selbst wird als Halbleiter durch Überhitzung zerstört, weshalb sie nur bis zu bestimmten elektrischen Leistungen gebaut, an Kühlflächen gekoppelt wird und nicht neben einer heißen Glühlampe betrieben werden darf.
Leuchtdioden (englisch LED) sind Halbleiterkristalle, die elektrisch zum Leuchten angeregt werden. Der bei der Elektrolumineszenz abgegebene Anteil an Wärmeenergie beträgt 50 bis 70 Prozent, daher muss durch Thermomanagement diese Wärme zum Erhalt der Lebensdauer wirksam abgeführt werden. Vorzüge von LEDs sind hohe Lebensdauer und Lichtausbeute (Effizienz); es werden schon LEDs mit mehr als 200 lm/W eingesetzt. Retrofits, also Leuchtmittel in klassischer Lampenform mit Schraub- oder Stecksockel, erreichen aufgrund ihrer zur Wärmeableitung nicht optimalen Bauweise 78 bis 117 lm/W, LED-Fadenlampen nur wenig mehr (bis 126 lm/W). Eine Einschaltverzögerung von typisch 1/10 s durch das Hochfahren der Elektronik ist charakteristisch.
LED-Module
Module bestehen in der Regel aus mehreren LEDs, aufgebracht auf einen Träger sowie einer Optik mit Linsen und Reflektoren. In der Regel werden sie fest in Leuchten verbaut oder der Austausch erfolgt durch Fachpersonal.
Daneben gibt es noch Glimmlampen (Bügeleisenbetriebsanzeige, Spannungsprüfer), Xenon-Fotoblitz- und -Stroboskop-Röhre sowie Elektrolumineszenz.

## Anwendungsgebiete

### Außenbeleuchtung

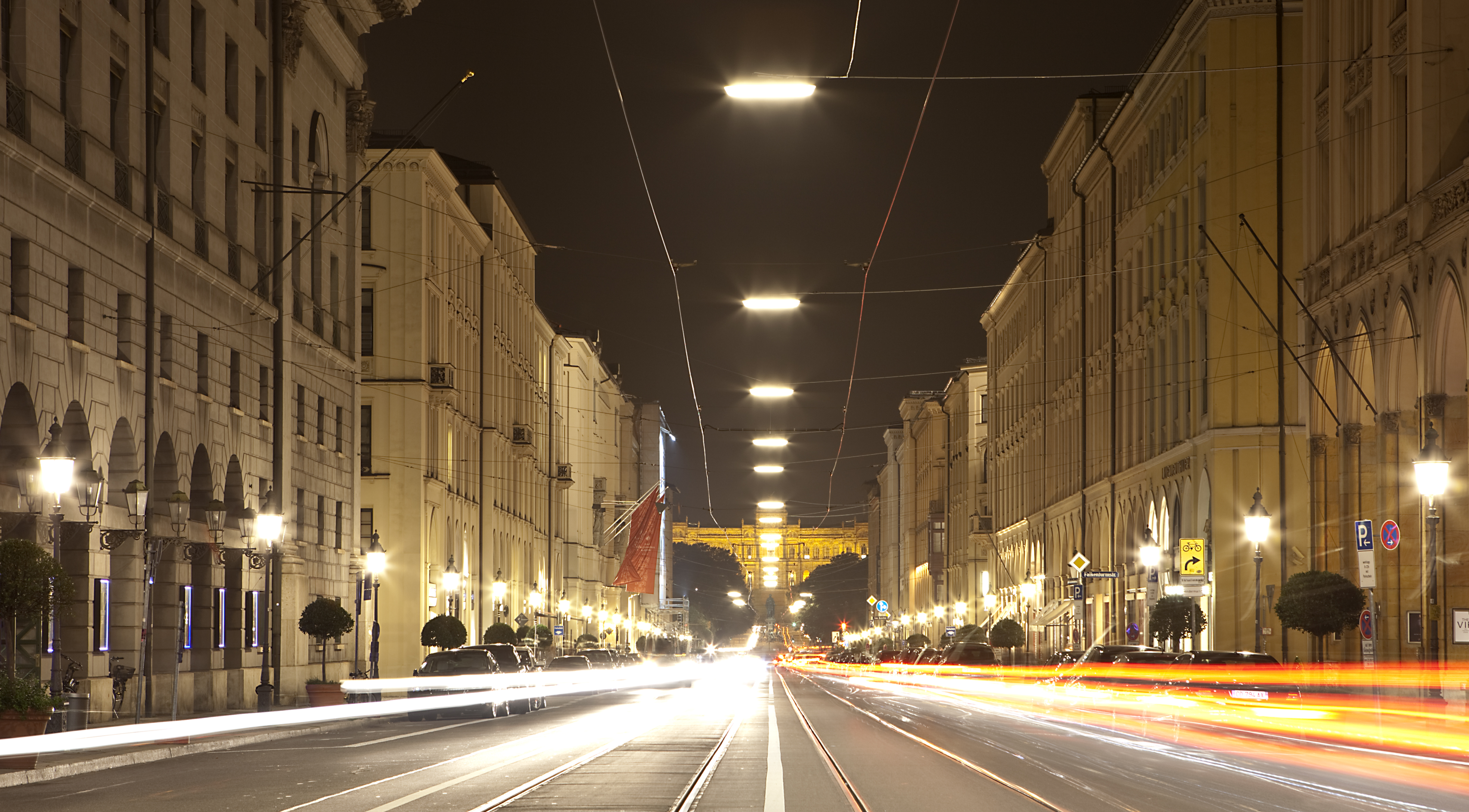
Straßenbeleuchtung in der Innenstadt

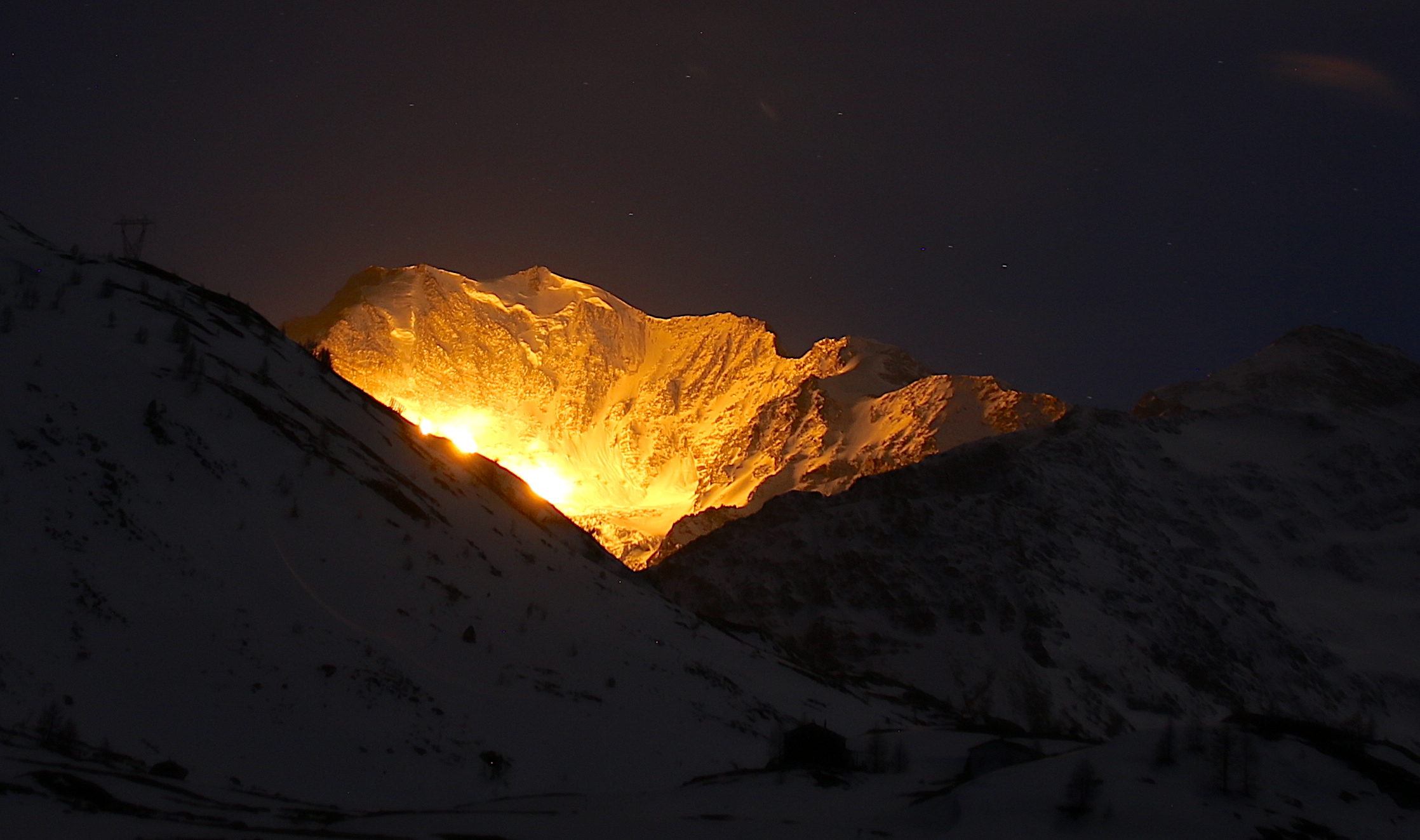
Gefechtsfeldbeleuchtung

Beleuchtungsanlagen, die unter freiem Himmel oder im Außenbereich betrieben werden, gehören zur Außenbeleuchtung. Gegenüber der Innenbeleuchtung erfordert die Außenbeleuchtung eine höhere Schutzart der Leuchten, da sie besser vor Berührung und Eindringen von Fremdkörpern sowie Feuchtigkeit geschützt werden müssen.
Zu den Anwendungsbereichen zählen Straßen, Wege und Plätze sowie Parkanlagen und Gärten. Außenbeleuchtung dient außerdem der Beleuchtung von Sportstätten, Tunneln und Unterführungen sowie der Anstrahlung von Fassaden und Objekten im Freien. Ein weiterer wichtiger Bereich sind Arbeitsstätten im Freien, wie beispielsweise Containerbahnhöfe, Hafenanlagen, Baustellen, Chemieanlagen oder Tankstellen. Besonders die Außenbeleuchtung verursacht Lichtverschmutzung. Die Armee beleuchtet Gefechtsfelder.

### Innenbeleuchtung

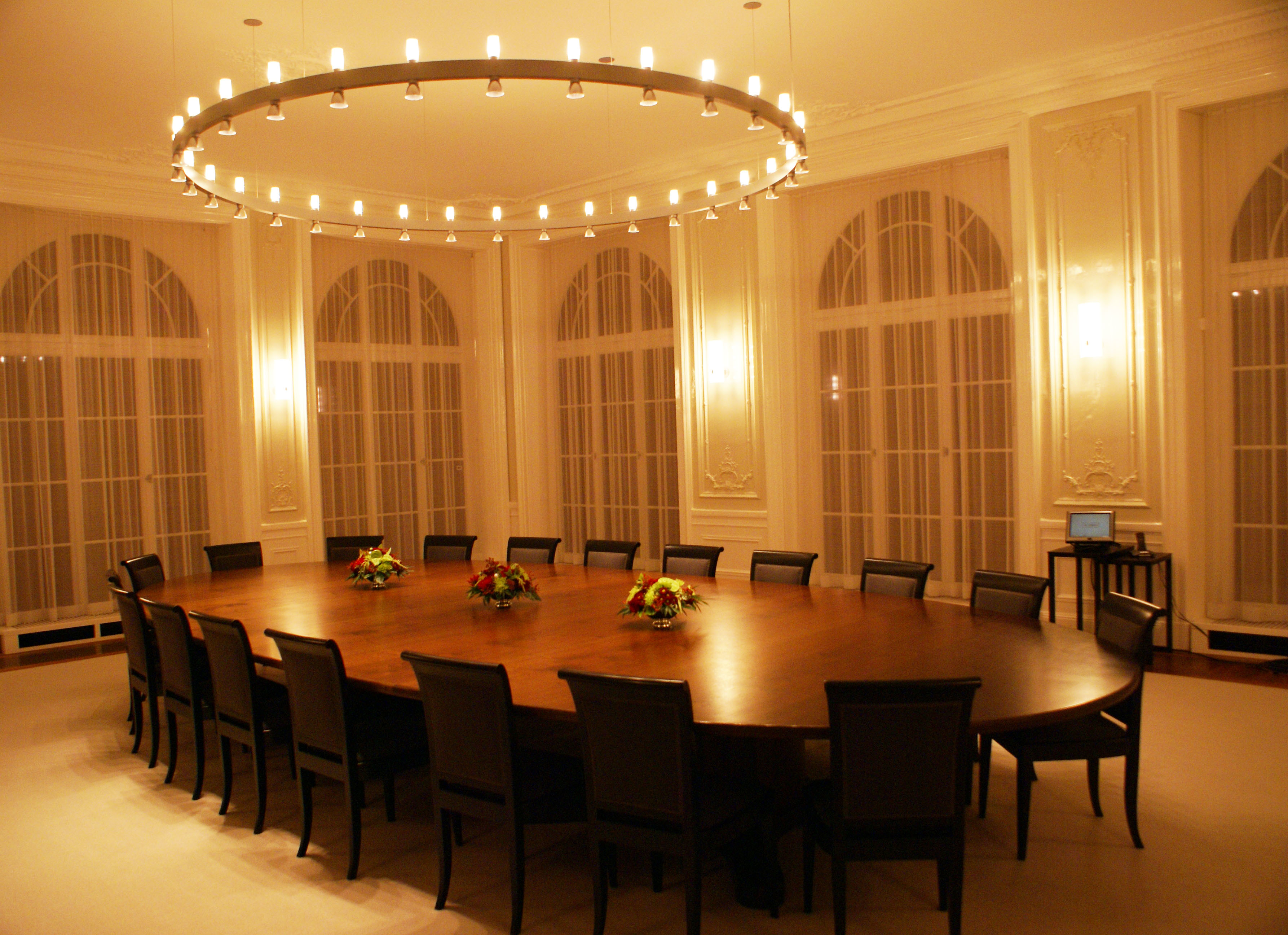
Beleuchtung in einem Konferenzzimmer

Beleuchtungsanlagen, die im Inneren von Gebäuden betrieben werden, zählen zur Innenbeleuchtung. Wichtige Anwendungsgebiete stellen dabei die Arbeitsstättenbeleuchtung und die Wohnraumbeleuchtung dar. Für Arbeitsstätten sind in Normen je nach Anwendungsfall bestimmte Kenngrößen definiert, die bei der Lichtplanung eingehalten werden müssen. So werden beispielsweise die Beleuchtungsstärke, die Leuchtdichteverteilung oder die Lichtfarbe vorgegeben. Wichtig ist in diesem Zusammenhang auch die korrekte Festlegung der Sehaufgabe. Fehler bei der Planung von Innenbeleuchtungsanlagen können die Sehleistung beeinträchtigen, zu einer Überanstrengung der Augen oder der Nackenmuskulatur führen.
Die Energierückgewinnung von Innenraumbeleuchtung zugunsten kleiner Verbraucher wie Bewegungsmelder und Luftgütesensorik (Sensor Fusion) wird unter dem Stichwort Indoor-Photovoltaik diskutiert.

### Beleuchtung am (Innen-)Arbeitsplatz
Die übliche Raumbeleuchtung durch Lampen, Deckenleuchten oder Computerbildschirme stellt bei bestimmungsgemäßer Verwendung keine Gefährdung durch optische Strahlung dar. Die Raumbeleuchtung muss allerdings ausreichend für die Sehaufgaben der Beschäftigten sein. Die Technische Regel für Arbeitsstätten ASR A3.4 und die DIN EN 12464-1 beschreiben visuelle und lichttechnische Anforderungen an die künstliche Beleuchtung von Arbeitsstätten in Innenräumen. Dort finden sich Angaben zur notwendigen Beleuchtungsstärke in Abhängigkeit vom Arbeitsplatz und Vorgaben zur Begrenzung von Blendung.
Büroarbeit wandelt sich und wird flexibler, Trends sind z. B. Desksharing, höhenverstellbare Arbeitstische, Open-Space-Büros, sehr frühe oder späte Arbeitszeiten und der vermehrte Einsatz mobiler Geräte. Solche neuen Ansätze erfordern es oft, herkömmliche Beleuchtungskonzepte neu und individuell zu gestalten. Auch die zunehmende Nutzung von Leuchtdioden (LEDs) muss gut geplant sein, denn es können unter Umständen sehr hohe Leuchtdichteunterschiede auftreten. Dies gilt besonders, wenn keine lichtlenkenden oder streuenden Optiken vorhanden sind und so der direkte Blick auf einzelne LEDs möglich ist und daher die Leuchte als „blendend“ empfunden wird.
Die normativen Vorgaben beachten nicht die deutlich wachsende Zahl älterer Arbeitnehmerinnen und Arbeitnehmer, deren Sehkraft nachlässt und die auf eine stärkere Beleuchtung angewiesen sind. Durch Nachrüstung von Tageslichtsensoren lässt sich aber das Beleuchtungsniveau bedarfsgerecht steuern. Ergänzende Einstellmöglichkeiten von Leuchten an jedem Arbeitsplatz ermöglichen zusätzlich eine individuelle Regulierung.
Bei der Bühnenbeleuchtung im Theater, in der Oper oder im Konzert werden Strahler mit hoher Leistung eingesetzt, um eine Szene oder Personen zu beleuchten („Spotlight“). Außer der starken Blendwirkung dieser Beleuchtungselemente, die ein Hineinblicken oft unmöglich macht, können auch die Expositionsgrenzwerte für die Blaulichtgefährdung (Photoretinitis) überschritten werden. Dieses Thema ist auch aktueller Forschungsgegenstand.
Auch lichtemittierende Dioden bedürfen der Aufmerksamkeit im Arbeitsschutz. LED und OLED unterscheiden sich im technischen Aufbau (mit und ohne Optik, als Einzelquelle oder Array). Daher ist es schwierig, ihre Strahlungsparameter zu untersuchen. Die bisher im Arbeitsschutz verwendeten Normen können in diesem Fall teilweise nicht mehr angewendet werden, sodass die Erarbeitung neuer Beurteilungs- und Messvorschriften notwendig wird.

## Eigenständige Anwendungsgebiete

### Ausleuchtung bei Veranstaltungen

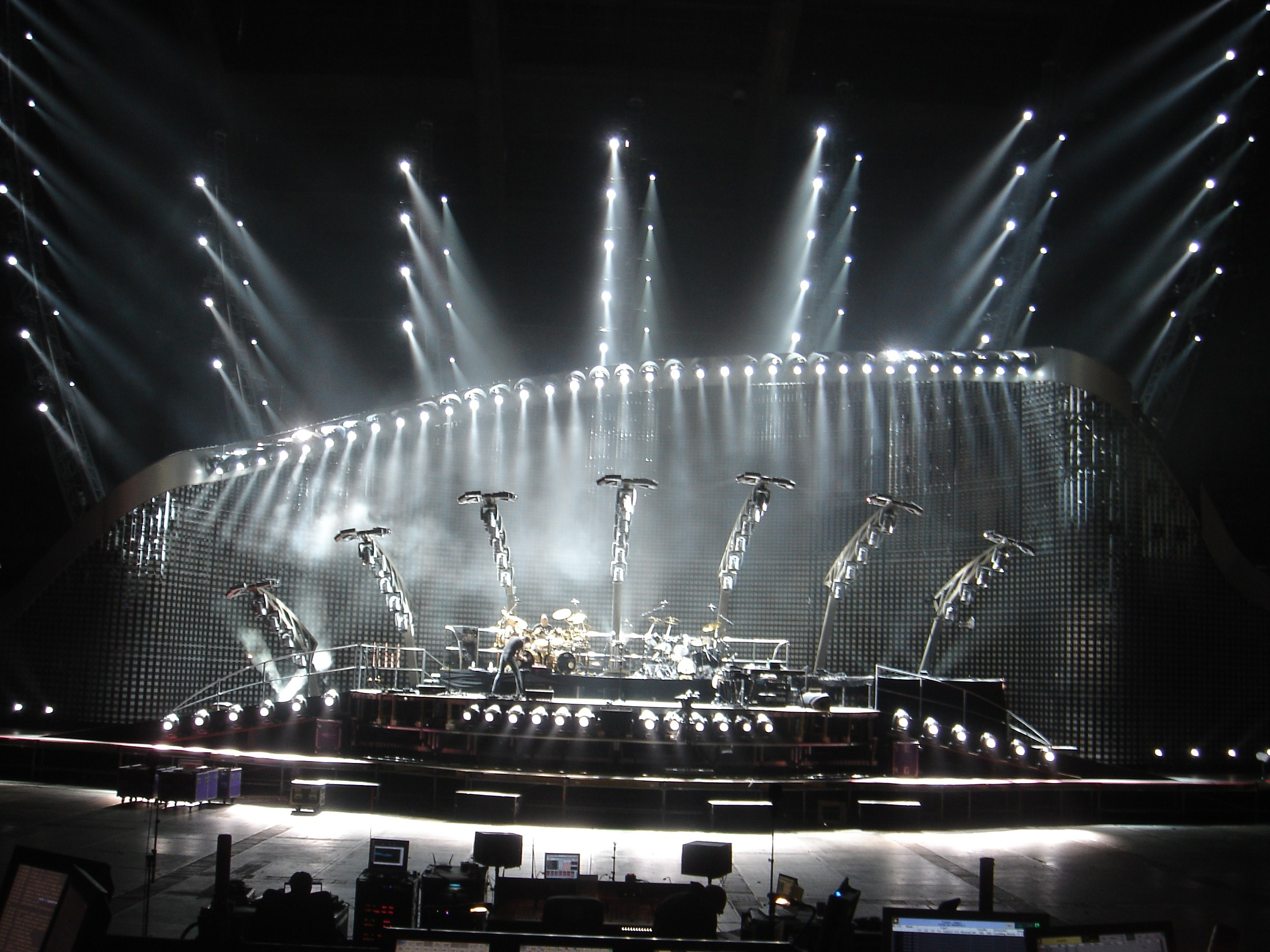
Beleuchtung einer Bühne

Man unterscheidet bei der Veranstaltungsbeleuchtung (Ausleuchtung) zwischen Theaterlicht, Fernsehlicht und dem bei Bühnenveranstaltungen verwendeten Showlicht. Alle drei unterscheiden sich hinsichtlich der Beleuchtungsart, dennoch bestehen Gemeinsamkeiten.
Beim Theaterlicht (→ Theaterbeleuchtung) wird die Ausleuchtung meist in Szenen dargestellt, die wiederum ein hohes Maß an künstlerischer Freiheit genießen. Dabei können viele Farben benutzt werden, z. B. kann ein Theaterschauspieler auch mal gelb, oder blau „ausgeleuchtet“ werden. Die Beleuchtung des vorderen Teils einer Bühne bezeichnet man auch als Rampenlicht.
Fernsehlicht ist dagegen meist weiß, dort tauchen Farben nur als Effekte oder Akzente auf und werden zum Beispiel von Moving Heads dargestellt. Tiefe, harte Schatten sind ungeeignet, da kein hoher Kontrast beziehungsweise Dynamikumfang übertragen werden kann. Die Ausleuchtung beim Fernsehen wird zum Beispiel mit großflächigen Fresnellinsen-Scheinwerfern erreicht, die einen Raum oder Gegenstand gleichmäßig aufhellen. Die Fernsehlicht-Beleuchtungsstärke (Lux) muss bestimmte Werte erreichen, die je nach Technik des Ü-Wagens (Übertragungswagen Digital oder Analog) höher (analog bis 1500 Lux) oder niedriger (digital zwischen 400 und 800 Lux) sein sollten. Die Ausleuchtung von Fernsehstudios kann auch mit diffusem Kunstlicht und Tageslicht kombiniert sein.
Das Showlicht ähnelt wiederum eher dem Theaterlicht, es werden farbliche Akzente gesetzt, typische Geräte sind Blinder, Moving Heads und PAR-Scheinwerfer (gut bündelnde Scheinwerfer). Die Ausleuchtung wird ab und an von der Bühnenkante aus mit 2–5 Kilowatt erreicht.

### Fahrzeugbeleuchtung

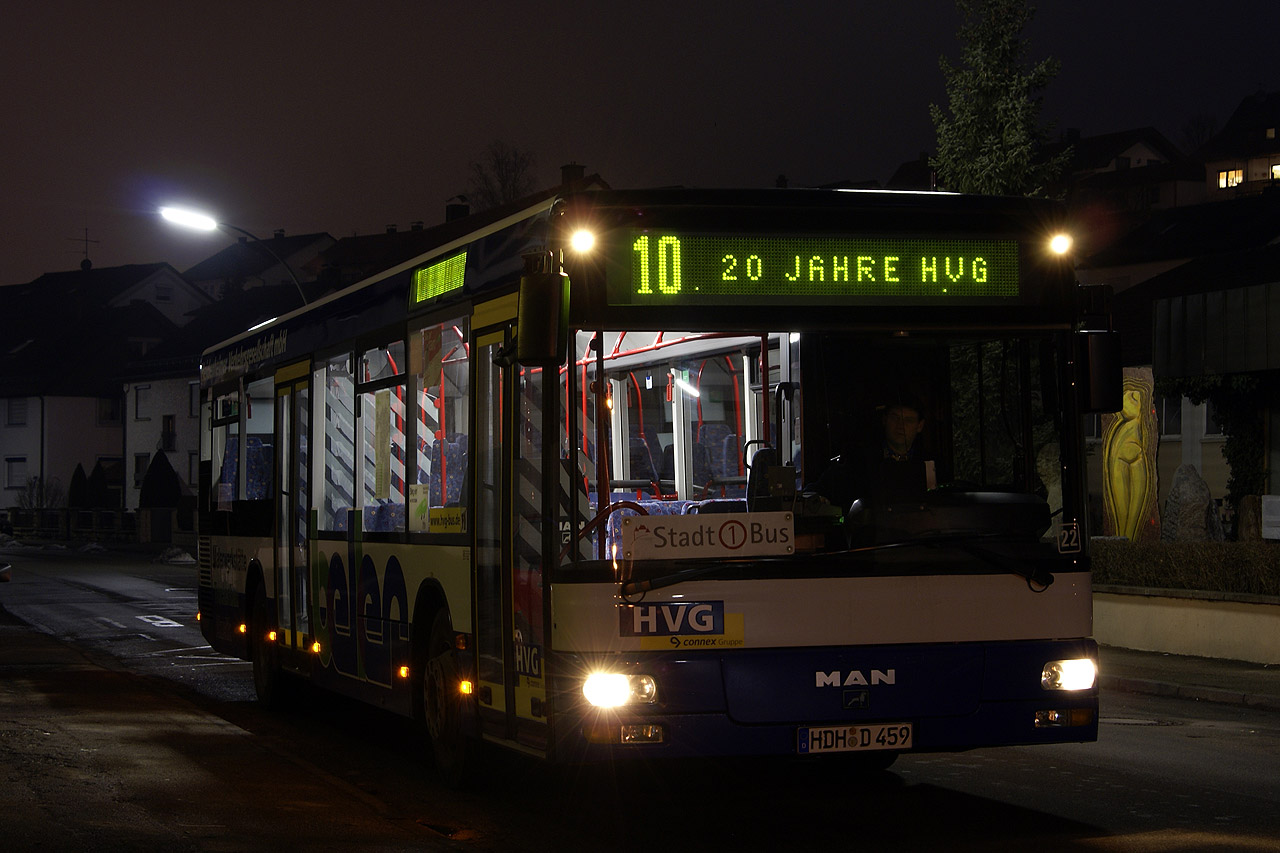
Bus mit Fahrzeugbeleuchtung und Zielanzeige

Ein eigenes, weitläufiges Anwendungsgebiet bildet die Fahrzeugbeleuchtung. Zu den Beleuchtungseinrichtungen von Fahrzeugen zählen alle Leuchten, Scheinwerfer und rückstrahlenden Einrichtungen (wie Rückstrahler und Leuchtfarben), die nach außen wirken. Deren Größe und Anbringung ist gesetzlich festgelegt.

### Beleuchtung in der Fotografie
In der Farbfotografie muss Licht mit besonders gutem Farbwiedergabeindex eingesetzt werden. Diesen Ansprüchen genügen Glühlampen mit besonders hoher Glühfadentemperatur (Fotolampen) oder auch Xenon-Blitzlicht.
Um den Rote-Augen-Effekt bei Blitzlicht aus Aufnahmerichtung zu verringern, muss das Auge durch helle Beleuchtung oder einen Vorblitz hell adaptieren (geringe Pupillenöffnung).
Ein Aufhellblitz kann bei Gegenlichtverhältnissen helfen, das Objekt auszuleuchten.
Bei der Schwarz-Weiß-Fotografie können zum Beispiel auch Rotfilter eingesetzt werden, um bei Porträtaufnahmen Hautunreinheiten zu verbergen.
Der Fotograf gestaltet die Beleuchtung mittels indirekter Beleuchtung (Streuschirm oder streuende Reflexionsflächen) derart, dass zum Beispiel eine seitliche Beleuchtung die Plastizität hervortreten lässt, zugleich aber die Schatten aufgehellt werden. Typisch ist auch die Gestaltung von Gegenlicht-Effekten mit vom Objekt verdeckten Lichtquellen. Alle diese Effekte und Gestaltungen sind auch mit Blitzlicht möglich, indem am Ort der Mutter- und Tochter-Blitzlichtquellen konventionelle Lichtquellen installiert sind, um die Ausleuchtung zu simulieren.
→ Siehe auch High-key- und Low-key-Fotografie
Bei der sogenannten Kreuzpolarisations-Blitztechnik sind sowohl der Blitz wie auch das Objektiv einer Kamera mit jeweils einem Polfilter bedeckt. Hierdurch können alle direkten Lichtreflexe herausgefiltert werden und nur diffuses Licht (des Blitzes) bleibt zurück. So wird das Fotografieren spiegelnder Oberflächen mit Blitz erleichtert.

## Kenngrößen und Messung
In der Beleuchtungstechnik gibt es verschiedene Kenngrößen, mit deren Hilfe die Eigenschaften und die Anforderungen der Beleuchtung beschrieben werden. Folgende Tabelle zeigt eine Auswahl der wichtigsten Kenngrößen:
| Größe              | Symbol                                           | SI-Einheit (Zeichen)             | Beschreibung |
| ------------------ | ------------------------------------------------ | -------------------------------- | --- |
| Lichtstrom         | {\displaystyle {\mathit {\Phi }}_{\mathrm {v} }} | Lumen (lm)                       | Strahlungsleistung einer Lichtquelle, gewichtet mit der Empfindlichkeitskurve |
| Lichtmenge         | {\displaystyle Q_{\mathrm {v} }}                 | Lumensekunde (lms)               | Strahlungsenergie einer Lichtquelle, gewichtet mit der Empfindlichkeitskurve |
| Lichtstärke        | {\displaystyle I_{\mathrm {v} }}                 | Candela (cd)                     | Lichtstrom pro Raumwinkel, gemessen in großer Entfernung von der Lichtquelle; gibt an, wie intensiv eine Lichtquelle in eine bestimmte Richtung leuchtet. Für eine räumlich isotrop strahlende Lichtquelle ist der Lichtstrom gleich der Lichtstärke multipliziert mit {\displaystyle 4\pi }, dem vollen Raumwinkel |
| Beleuchtungsstärke | {\displaystyle E_{\mathrm {v} }}                 | Lux (lx)                         | Lichtstrom pro beleuchteter Fläche; gibt an, wie intensiv die Fläche beleuchtet wird |
| Lichtausbeute      | {\displaystyle \textstyle \eta }                 | Lumen pro Watt (lm/W)            | Quotient aus Lichtstrom und elektrischer Leistung; gibt die Effizienz einer Lichtquelle an |
| Leuchtdichte       | {\displaystyle L_{\mathrm {v} }}                 | Candela pro Quadratmeter (cd/m²) | Lichtstärke einer Lichtquelle, bezogen auf deren projizierte Fläche (senkrecht zur Betrachtungsrichtung); diese Größe nimmt der Mensch als Helligkeit einer Licht abstrahlenden Fläche wahr |

Die Messung des Lichts (Photometrie) beschäftigt sich im Allgemeinen mit der Menge an nutzbarem Licht auf einer Oberfläche oder mit dem Licht aus einer Quelle, gemeinsam mit den daraus wiedergegebenen Farben. Das menschliche Auge reagiert unterschiedlich auf verschiedene Farben des sichtbaren Spektrums, weshalb photometrische Messungen stets die Empfindlichkeitsfunktion miteinbeziehen müssen. Die Standardmesseinheit (SI-Wert) für photometrische Lichtstärkeberechnungen ist die Candela (cd), die eine Intensität beschreibt. Alle anderen Kenngrößen in der Photometrie werden von der Candela abgeleitet (z. B. Leuchtdichte mit der Einheit Candela pro Quadratmeter). Der Lichtstrom, der aus einer Quelle ausgesandt wird, wird in Lumen angegeben.

### Blendung
Es wurden einige Messmethoden entwickelt, um die Blendung einer Innenraumbeleuchtung zu messen, wie z. B. das Unified Glare Rating, die Visual Comfort Probability oder der Daylight Glare Index. Zusätzlich zu diesen Methoden sind vier Faktoren für eine unangenehm wahrgenommene Beleuchtung verantwortlich: die Leuchtdichte der Lichtquellen, der Raumwinkel der belichteten Oberflächen, die Hintergrundbeleuchtung und die Position der Lichtquellen im Sichtfeld. Zu unterscheiden sind dabei Direktblendung durch Leuchten oder leuchtende Flächen und Reflexblendung durch Spiegelungen auf glänzenden Oberflächen.

### Farbeigenschaften und Exposition
Um die Farbeigenschaften eines Lichts zu definieren, greift die Beleuchtungsindustrie hauptsächlich auf zwei Messgrößen zurück: die korrelierende Farbtemperatur (auch Kelvin-Farbtemperatur, ähnlichste Farbtemperatur oder Correlated Color Temperature – CCT), um die „Wärme“ oder „Kühle“ eines Lichts zu beschreiben, und der Farbwiedergabeindex Ra (Color Rendering Index – CRI), der die Fähigkeit einer Lichtquelle wiedergibt, Oberflächen natürlich aussehen zu lassen. Die Farbtemperatur wird in Kelvin (K) angegeben und von der Industrie zur besseren Verständlichkeit für den Verbraucher zumeist als Warmweiß (2.700 bis 3.300 K), Neutralweiß (über 3.300 bis 5.300 K) oder Tageslichtweiß (über 5.300 K) beschrieben. LEDs unterliegen Streuungen in den Parametern Lichtfarbe, Lichtstrom und Flussspannung. Damit eine konstante Lichtqualität entsteht, werden LEDs einer Charge mithilfe des Binning-Prozesses sortiert.
Für die Messung der Exposition eines Individuums oder einer Oberfläche gegenüber Licht werden Lichtdosimeter verwendet. Um die spezifische Lichtmenge zu messen, die das menschliche Auge wahrnehmen kann, wurde ein individuelles zirkadianes Messgerät, das Daysimeter, entwickelt. Es handelt sich dabei um ein Gerät, das Licht messen und charakterisieren kann (Intensität, Spektrum, Timing und Dauer), welches vom Auge wahrgenommen wird und damit Einfluss auf die zirkadiane Rhythmik des Menschen haben kann.  In DIN SPEC 5031-100 wird der Umrechnungsfaktor für eine melanopische Beleuchtungsstärke am Auge beschrieben.

## Probleme

### Energieverbrauch
Als Maßnahme zur Verringerung der CO2-Emissionen von Kraftwerken, die mit fossilen Energieträgern betrieben werden, gab es eine Kampagne zum Ersatz von Glühlampen und anderen ineffizienten Leuchtmitteln durch Leuchtstofflampen und Leuchtdioden. Der Glühlampenausstieg erfolgte gemäß der Ökodesign-Richtlinie ab 1. September 2009 stufenweise bis 1. September 2012. Die LED-Technologie hat sich in nahezu allen Anwendungen durchgesetzt und kann den Energieverbrauch um mehr als 80 % reduzieren.
Während Glühlampen nur ca. 5 % der Energie in Licht umwandeln, liegt der Anteil bei LEDs bei ca. 30 % und steigt weiter stark an. Andere Arbeiten nennen deutlich größere Unterschiede: Demnach liegt die Lichtausbeute von herkömmlichen Glühbirnen bei ca. 12 lm/Watt, bei Fluoreszenzlampen bei ca. 80 lm/Watt und bei weißen LEDs bei 150 lm/Watt und mehr.  Die Grafik zeigt Werte aus dem Jahr 2018 und nennt für LEDs 35 % Wärmeentwicklung und 250 lm/W.

### Physiologie
Licht hat diverse Wirkungen auf die körpereigenen Regulierungssysteme. Bereits bekannte Wirkungen sind bspw. der Einfluss auf die Synchronisation der inneren Uhr und die Ausschüttung des Schlafhormons Melatonin. Abgeleitet von diesen wissenschaftlichen Erkenntnissen wurden neue Beleuchtungskonzepte für Innenräume entwickelt, wie bspw. das Human Centric Lighting (HCL), welches Störungen biologischer Prozesse durch unnatürliche Beleuchtung weitestgehend vermeiden soll.

### Visuelle Störeffekte durch Lichtquellen
Durch Lichtquellen können visuelle Effekte hervorgerufen werden, deren Intensität oder Spektralverteilung sich mit der Zeit ändert (englisch Temporal Light Artefacts, TLA). Beispiele sind Lichtflimmern und der Stroboskopeffekt. Diese Lichtstärkeschwankungen werden oft nicht bewusst wahrgenommen, stören aber bei der Arbeit an bewegten Maschinen oder verursachen Nervosität. Diese unerwünschten Effekte können durch technische Abstimmung der Betriebsgeräte, LED-Module und Steuergeräte/Dimmer minimiert werden.

## Normen und andere Standards
Europa
- DIN EN 1838: Angewandte Lichttechnik – Notbeleuchtung
- DIN EN 12193: Licht und Beleuchtung – Sportstättenbeleuchtung
- DIN EN 12464: Licht und Beleuchtung – Beleuchtung von Arbeitsstätten
- DIN EN 12665: Licht und Beleuchtung – Grundlegende Begriffe und Kriterien für die Festlegung von Anforderungen an die Beleuchtung
- DIN EN 13032: Licht und Beleuchtung – Messung und Darstellung photometrischer Daten von Lampen und Leuchten
- DIN EN 13201: Straßenbeleuchtung
- DIN EN 15193: Energetische Bewertung von Gebäuden – Energetische Anforderungen an die Beleuchtung
- DIN EN 60529: Schutzarten durch Gehäuse
- DIN EN 60598: Leuchten

Deutschland
- DIN 5032: Lichtmessung

- DIN 5034: Tageslicht in Innenräumen
- DIN 5035: Beleuchtung mit künstlichem Licht
- DIN 67500: Beleuchtung von Schleusenanlagen
- DIN 67523: Beleuchtung von Fußgängerüberwegen mit Zusatzbeleuchtung
- DIN 67524: Beleuchtung von Straßentunneln und Unterführungen
- DIN 67526-3: Sportstättenbeleuchtung
- DIN SPEC 5031-100: Strahlungsphysik im optischen Bereich und Lichttechnik
- DIN SPEC 67600: Biologisch wirksame Beleuchtung – Planungsempfehlungen